# Aberdeenshire
Aberdeenshire (del gaélico escocés: Siorrachd Obar Dheathain) en escocés: Aiberdeenshire) es un concejo de Escocia en el Reino Unido. Limita con los concejos de Angus, Perth and Kinross, Highland y Moray, aunque no incluye la ciudad de Aberdeen que constituye ella sola un concejo propio. A pesar de eso, la sede administrativa del concejo de Aberdeenshire está en dicha ciudad. Esta área, excluyendo la misma Aberdeen es también un área arrendada.

## Historia
Aberdeenshire tiene una herencia prehistórica e histórica rica. Es el emplazamiento de una gran cantidad de sitios arqueológicos de la edad neolítica y de bronce, incluyendo la colina de Longman, la colina de Kempstone, Catto Long Barrow y Cairn Lee. Desde tiempos medievales han acontecido varios cruces de las estribaciones de la zona (una cadena montañosa que se extiende del interior más alto al Mar del Norte, ligeramente al norte de Stonehaven) con el actual Aberdeenshire de las tierras bajas escocesas a las Tierras Altas. Algunas de los más conocidos e importantes conjuntos de huellas se encuentran en las estribaciones de Causey y Elsick.
La actual área del concejo se llama así por el histórico condado de Aberdeen, que tenía límites diferentes y que fue abolido en 1975 bajo la Ley de Gobierno Local de 1973. Fue substituida por el concejo regional de Grampia y cinco concejos de distrito: Banff y Buchan, Gordon, Kincardine y Deeside, Moray y la ciudad de Aberdeen. Las funciones del gobierno local fueron compartidas entre los dos niveles. En 1996, bajo la Ley de Gobierno Local etc. de 1996, el distrito de Banff y de Buchan, el distrito Gordon y el distrito de Kincardine y Deeside fueron fusionados para formar la actual área del concejo de Aberdeenshire, con los otros dos distritos convirtiéndose en concejos autónomos.

## Localidades
- Aberchirder
- Aboyne
- Alford
- Auchenblae
- Ballater
- Balmedie
- Banchory
- Banff
- Blackburn
- Boddam
- Crimond
- Cruden Bay
- Cuminestown
- Drumoak
- Ellon
- Fraserburgh
- Gardenstown
- Gourdon
- Hatton of Cruden
- Huntly
- Insch
- Inverallochy and Cairnbulg
- Inverbervie
- Inverurie
- Johnshaven
- Kemnay
- Kingseat
- Kintore
- Laurencekirk
- Longside
- Lumphanan
- Macduff
- Marywell
- Maud
- Methlick
- Mintlaw
- Newburgh
- New Deer
- Newmachar
- New Pitsligo
- Newtonhill
- Oldmeldrum
- Peterhead
- Pitmedden
- Portlethen
- Portsoy
- Potterton
- Rosehearty
- Rothienorman
- Sandhaven
- St Combs
- St Cyrus
- St Fergus
- Stonehaven
- Strichen
- Stuartfield
- Tarland
- Tarves
- Torphins
- Turriff
- Westhill
- Whitehills

Crathie